# تغير المناخ والزراعة في الولايات المتحدة
إن تغير المناخ والزراعة عمليتان مترابطتان بشكل معقد. في الولايات المتحدة، تعد الزراعة ثاني أكبر مصدر لانبعاثات غازات الاحتباس الحراري (GHG)، بعد قطاع الطاقة. تمثل انبعاثات غازات الدفيئة المباشرة من القطاع الزراعي 8.4٪ من إجمالي انبعاثات الولايات المتحدة، لكن فقدان الكربون العضوي في التربة من خلال تآكل التربة يساهم بشكل غير مباشر في الانبعاثات أيضًا. بينما تلعب الزراعة دورًا في دفع تغير المناخ، فإنها تتأثر أيضًا بالعواقب المباشرة (زيادة درجة الحرارة، والتغير في هطول الأمطار، والفيضانات، والجفاف) والعواقب الثانوية (الحشائش، والآفات، وضغط الأمراض، وتلف البنية التحتية) لتغير المناخ. تشير أبحاث وزارة الزراعة الأمريكية إلى أن هذه التغيرات المناخية ستؤدي إلى انخفاض في الغلة وكثافة المغذيات في المحاصيل الرئيسية، فضلاً عن انخفاض إنتاجية الثروة الحيوانية. يفرض تغير المناخ تحديات غير مسبوقة على الزراعة في الولايات المتحدة بسبب حساسية الإنتاجية الزراعية وتكاليف الظروف المناخية المتغيرة. المجتمعات الريفية التي تعتمد على الزراعة معرضة بشكل خاص لتهديدات تغير المناخ.
حدد برنامج أبحاث التغيير العالمي في الولايات المتحدة (2017) أربعة مجالات رئيسية للقلق في قطاع الزراعة: انخفاض الإنتاجية، وتدهور الموارد، والتحديات الصحية للناس والماشية، والقدرة على التكيف للمجتمعات الزراعية. يعتمد التكيف والتخفيف على نطاق واسع من هذه التهديدات على التغييرات في سياسة الزراعة.

## نظم إنتاج الثروة الحيوانية والمحاصيل
تكشف التوقعات الخاصة بالمحاصيل وأنظمة الإنتاج الحيواني أن تأثيرات تغير المناخ على مدى السنوات الخمس والعشرين القادمة ستكون مختلطة. من المتوقع أن يكون للدرجة المستمرة للتغير في المناخ بحلول منتصف القرن وما بعده آثار ضارة عامة على معظم المحاصيل والثروة الحيوانية. سيؤدي تغير المناخ إلى تفاقم الضغوط الحيوية الحالية على النباتات والحيوانات الزراعية. ستؤثر زيادة ثاني أكسيد الكربون في الغلاف الجوي، وارتفاع درجات الحرارة، وتغير أنماط هطول الأمطار على الإنتاجية الزراعية. ستؤدي الزيادات في درجات الحرارة إلى جانب زيادة هطول الأمطار المتغيرة إلى تقليل إنتاجية المحاصيل، وستفوق هذه التأثيرات فوائد زيادة ثاني أكسيد الكربون. سوف تختلف الآثار بين المحاصيل السنوية والدائمة، ومناطق الولايات المتحدة؛ ومع ذلك، ستتأثر جميع أنظمة الإنتاج إلى حد ما بتغير المناخ. نظم الإنتاج الحيواني عرضة لضغوط درجات الحرارة. يمكن أن تؤدي قدرة الحيوان على ضبط معدل التمثيل الغذائي الخاص به للتعامل مع درجات الحرارة القصوى إلى انخفاض الإنتاجية وفي الحالات القصوى إلى الموت. سيؤدي التعرض المطول لدرجات الحرارة القصوى إلى زيادة تكاليف الإنتاج وخسائر الإنتاجية المرتبطة بجميع المنتجات الحيوانية، مثل اللحوم والبيض والحليب. تتعرض أراضي الرعي المستخدمة لتربية الماشية لتهديدات متزايدة من حرائق الغابات.
سينضب كربون التربة خلال فترات الجفاف، مما يحرم المحاصيل من عنصر أساسي للإنتاجية. في عام 2012، عانت الولايات المتحدة من جفاف أدى إلى انخفاض كبير في غلة المحاصيل والماشية الرئيسية في منطقة الخطط الكبرى والغرب الأوسط. سينخفض متوسط غلة المحاصيل السلعية (الذرة وفول الصويا والأرز) بسبب ارتفاع درجة الحرارة في حين أن المحاصيل الأخرى (القمح والتبن) يمكن أن تزيد المحصول بسبب هطول الأمطار المتوقع في مناطق معينة. ستكون التأثيرات على محاصيل البستنة متغيرة. تعد المنطقة الجنوبية الغربية من الولايات المتحدة واحدة من أكثر المناطق سخونة وجفافًا في البلاد. حدد المزارعون نقص المياه السطحية والجوفية على أنه سبب تناقص غلات المحاصيل. تشير النماذج المناخية إلى أن احتمالية حدوث جفاف على مدى عقد من الزمان مرتفع بشكل لا يصدق، مما يشكل ضغطًا غير مسبوق على النظام البيئي الزراعي.

## الحشائش والأمراض والآفات والملقحات
ستؤثر الضغوط المتغيرة المرتبطة بالأعشاب الضارة والأمراض والآفات الحشرية، جنبًا إلى جنب مع التغيرات المحتملة في توقيت وتزامن دورات حياة الملقحات، على النمو والإنتاجية. لم يتم فهم الحجم المحتمل لهذه التأثيرات بشكل جيد بعد. على سبيل المثال، بينما تزدهر بعض حشرات الآفات في ظل درجات حرارة الهواء المتزايدة، فإن درجات الحرارة المرتفعة قد تجبر الآخرين على الخروج من نطاقاتهم الجغرافية الحالية. أظهرت العديد من الحشائش استجابة أكبر لثاني أكسيد الكربون مقارنة بالمحاصيل؛ قد يساعد فهم هذه الاستجابات الفسيولوجية والوراثية في توجيه التحسينات المستقبلية لإدارة الحشائش.

## تأثيرات التربة والمياه
تعتمد الزراعة على مجموعة واسعة من عمليات النظام الإيكولوجي التي تدعم الإنتاجية بما في ذلك الحفاظ على جودة التربة وتنظيم جودة المياه وكميتها. تؤدي عوامل الإجهاد المتعددة، بما في ذلك تغير المناخ، إلى الإضرار بشكل متزايد بقدرة النظم البيئية على توفير هذه الخدمات.
تشمل تأثيرات تغير المناخ الرئيسية على المدى القريب على التربة الزراعية وموارد المياه احتمالية زيادة تآكل التربة من خلال أحداث هطول الأمطار الشديدة، فضلاً عن التغيرات الإقليمية والموسمية في توافر الموارد المائية لكل من الزراعة البعلية والزراعة المروية. تعتمد النظم الزراعية على مصادر المياه الموثوقة، كما أن نمط التغيرات في هطول الأمطار وحجمها المحتمل غير مفهومة جيدًا، مما يضيف قدرًا كبيرًا من عدم اليقين إلى جهود التقييم.
قدر نموذج مناخي إقليمي أن كاليفورنيا ستشهد زيادة في أحداث هطول الأمطار الغزيرة وتغير في شكل هطول الأمطار (في الغالب مطر على عكس الثلوج). ستكون التغييرات في نظام إدارة المياه ضرورية لمنع ندرة المياه وتقليل الضغط على النظام الزراعي.

## الطقس القاس
سيكون للوقوع المرتفع المتوقع لظواهر الطقس المتطرفة تأثير متزايد على الإنتاجية الزراعية. تعتبر الحدود القصوى مهمة لأن الإنتاجية الزراعية مدفوعة إلى حد كبير بالظروف البيئية خلال فترات العتبة الحرجة لتنمية المحاصيل والثروة الحيوانية. يتطلب التقييم المحسن لتأثيرات تغير المناخ على الإنتاجية الزراعية تكامل أكبر للظواهر المتطرفة في المحاصيل والنماذج الاقتصادية.
يمكن أن تؤدي التغييرات في أنماط هطول الأمطار إلى فترة جفاف أطول وسقوط أمطار غزيرة وفيضانات في نفس المنطقة. الكثير من الماء يمكن أن يكون ضارًا مثل القليل جدًا. من ناحية، هناك زيادة في الفيضانات التي تدمر المحاصيل والثروة الحيوانية وتلوث المياه وتضر بالبنية التحتية. من ناحية أخرى، يمنع الجفاف إمدادات المياه للطلاء والاستخدام، ويمكن أن يزيد من مخاطر اندلاع حرائق الغابات.

## تأثير الإنسان على هشاشة الزراعة
إن تعرض الزراعة للتغير المناخي يعتمد بشدة على الاستجابات التي يتخذها البشر لتخفيف آثار تغير المناخ. تُجبر التغييرات في صلاحية المحاصيل والثروة الحيوانية المزارعين على إيجاد خيارات أفضل للمحاصيل والحيوانات، قادرة على التكيف مع التغيرات في درجات الحرارة وتوافر المياه. وهذا يعني أن المزارعين ملزمون بإجراء استثمارات جديدة وإعادة تعلم الممارسات الجديدة. وبينما يتعامل المزارعون مع التحولات الجديدة، فإنهم يواجهون تهديدات جديدة مثل الأمراض والحيوانات الأليفة والحشرات.

## دور وزارة الزراعة الأمريكية
يركز مخطط العلوم التابع لوزارة الزراعة الأمريكية الذي صدر في فبراير 2020 على مجالات من «صحة التربة إلى تأثيرات الطقس على الزراعة إلى جمع البيانات، ويذكر على وجه التحديد تغير المناخ». علَّق أحد قادة اتحاد العلماء المهتمين قائلاً: «إنه لمن المنعش أن نرى وزارة الزراعة الأمريكية تحت إشراف وزير الزراعة بيرديو - التي أنكرت سابقًا حقيقة تغير المناخ - تعترف بأن الزراعة تساهم في تغير المناخ، ويمكن أن تكون أيضًا جزءًا من الحل، ويجب أن تتكيف في أي حال». لا تزال هناك مخاوف بشأن التخفيضات في التمويل العلمي لوزارة الزراعة الأمريكية، وفقدان القدرة العلمية الناتجة عن قرار نقل خدمة البحوث الاقتصادية (ERS) والمعهد الوطني للأغذية والزراعة (NIFA) بعيدًا عن منطقة واشنطن العاصمة. من غير الواضح كيف ستؤثر الخطة على جهود إشراك المزارعين في عملية عزل الكربون.